# Vigna radicans
Vigna radicans är en ärtväxtart som beskrevs av John Gilbert Baker. Vigna radicans ingår i släktet vignabönor, och familjen ärtväxter. Inga underarter finns listade i Catalogue of Life.